# Guido Horckmans
Guido Horckmans (Mechelen, 13 mei 1942 – Hulst, 25 juli 2015) was een Vlaams acteur, kunstenaar en zanger.

## Biografie
Horckmans stond vooral bekend om zijn rol als pastoor Walter Dierckx in de VTM-soap Familie. Hij dook tijdens zijn carrière ook op in programma's als F.C. De Kampioenen, Het Pleintje en De Collega's. Hij werkte enkele jaren in het MMT en nadien in het Antwerpse RVT. Guido schilderde ook en stelde zijn kunstwerken her en der tentoon. Hij studeerde in de jaren 60 af aan de Mechelse Academie voor beeldende kunsten. In zijn jonge jaren speelde hij eveneens in de rock-'n-rollgroep The Rainbows. 
In juli 2011 werd duidelijk dat Horckmans aan dementie leed. Om die reden werd hij in 2006 mogelijk ontslagen uit Familie, toen de dementie nog in een beginstadium zat.
Guido Horckmans overleed in 2015 op 73-jarige leeftijd in een verzorgingstehuis.